# Cueva (apellido)
Cueva, de la Cueva, es un apellido oriundo de España, al parecer de la zona de Navarra y del que ya en el siglo XII se tenían noticias de caballeros de este linaje.

## Historia
La Merindad de Castilla la Vieja fue poblada por los de este linaje en el lugar de La Cueva, del valle de Manzanedo en la provincia de Burgos, cuyo nombre tomaron por apellido y en el que radicó su primitivo solar. José Pellicer afirma que en ese lugar, luego casi despoblado, perduró un edificio antiguo, que había formado parte del Palacio y casa solariega de esta familia, conservando su nombre de Palacio de la Cueva. v las armas.

## Heráldica
Las armas del dragón.

## Enlaces de Interés
- Origen del apellido Cueva
- Origen del apellido Cueva

- Datos: Q29876213
- Multimedia: Cueva (surname) / Q29876213